# Achille Pierre Dionis du Séjour
Achille Pierre Dionis du Séjour (11 de enero de 1734 - 22 de agosto de 1794) fue un astrónomo y matemático francés.

## Semblanza
Sobrino nieto de Pierre Dionis, hijo de Louis-Achille Dionis du Séjour y de Geneviève Madeleine Héron, estudió en el colegio de los Jésuitas de París entre 1743 y 1750. Recibido como consejero del Parlamento el 21 de abril de 1758, primero en la cuarta cámara de investigaciones, y después en 1779, en la gran cámara, su manera de informar los juicios y la cantidad de asuntos que envió sorprendió en el Parlamento. Sin embargo, a pesar de las funciones propias de su cargo, se ocupó por pura afición de cálculos analíticos, especialmente en su aplicación a la astronomía, y se distinguió tempranamente por sus publicaciones matemáticas y astronómicas y por sus conocimientos en matemáticas.
Ya en 1761 publicó, junto con su colega Mathieu-Bernard Goudin, una obra que contenía memorias sobre el cálculo analítico de los eclipses, las retrogradaciones de los planetas y la gnomónica.
En 1765 fue recibido en la Academia de Ciencias como asociado libre. Sus colegas parlamentarios afirmaban que solo debería aceptar un lugar de honor, pero rechazaba esta distinción porque consideraba igualmente honroso pertenecer a esta sociedad de eruditos bajo cualquier denominación. Entonces hasta quiso ser socio ordinario, para no ocupar un puesto que, pareciéndole más distinguido a ciertas personas, consideraba por ello mismo menos digno de él. En el mismo año, se comprometió a aplicar el análisis algebraico a todas las ramas de la astronomía, y primero al cálculo de eclipses. Siguió esta obra con tanta asiduidad como éxito durante no menos de treinta años y agotó este problema en toda su generalidad. Los astrónomos siempre han descuidado demasiado el análisis, las observaciones y los cálculos que requieren para sacar resultados de ellos, requiriendo tanto tiempo, que apenas dejaba tiempo para realizar especulaciones abstractas y difíciles. Du Séjour fue el primero en dedicarse por entero a este trabajo para hacer de él una importante aplicación a la determinación de las longitudes de un gran número de ciudades, por los eclipses de 1764 y 1769, en las Memoires de la Academia de 1771. Produjo más que cualquier otro astrónomo de este tipo de cálculos, tan raramente realizados antes de 1760.
Nombrado asociado libre de la Académie de Ciencias en 1765, aplicó el análisis a los fenómenos celestes, en particular a los eclipses. Tuvo un momento de fama cuando se extendió el rumor infundado de que un cometa iba a chocar contra la Tierra, según la memoria titulada Reflexiones sobre los cometas que pueden acercarse a la Tierra que Joseph Lalande no había tenido tiempo de leer en una sesión pública de la Real Academia de Ciencias a celebrar el  21 de abril de 1773, de manera que el pánico se apoderó de toda Francia. Para calmar la inquietud popular, sometió la cuestión al más riguroso análisis, y demostró que el choque entre un cometa y la Tierra era difícil o incluso imposible desde el punto de vista de las probabilidades, y que se podía afirmar con certeza que esta catástrofe no tendría lugar antes del paso de un gran número de siglos. Esto tranquilizó al público.
Después de aplicar el análisis a los campos de la astronomía de la época, reunió todas las memorias que había publicado en los volúmenes de la Academia, perfeccionándolas, reuniéndolas en una secuencia metódica, y haciendo más elementales sus principios, y más numerosas sus aplicaciones. Con estos trabajos compiló una obra en dos grandes volúmenes , publicados en 1786 y 1789, bajo el título de Tratado Analítico de los Movimientos Aparentes de los Cuerpos Celestes.
En matemáticas, se ocupó de la resolución general de ecuaciones. Poco antes de su muerte, había producido una gran memoria sobre los polinomios de quinto grado, para los que desarrolló todos los casos, donde dio la solución de todos aquellos donde es posible, y el carácter de las raíces para todos los demás, esperando tener la oportunidad de publicar este trabajo, para tratar a continuación con las de sexto grado. Su muerte impidió la publicación de esta obra, habiendo juzgado los geómetras que no estaba en condiciones de ser incluida entre los trabajos que le asignan un puesto distinguido entre los geómetras y astrónomos de su siglo.
Elegido diputado de la nobleza de París por los Estados generales de 1789, formó parte del grupo de los 47 diputados de la nobleza que se reunía en el tercer estado, y estuvo siempre entre los que sacrificaban al bien público y a la igualdad la privilegios cuya abolición exigía el tercer estado. Moderado, deseaba reformas más que una revolución generalizada. Completado su papel político por la sustitución de la Asamblea constituyente por la Asamblea Legislativa, fue nombrado el 21 de noviembre de 1791 juez de la corte de París, antes de dimitir y retirarse a su propiedad de Argeville, que había pertenecido al famoso lord Bolingbroke. Este retiro le permitió escapar de la etapa del terror, pero la angustia a la que quedó sometido ante el temor de perder la vida a manos de los revolucionarios, (sobre todo tras la ejecución de su colega en el parlamento y en la Asamblea Constituyente Emmanuel Fréteau de Saint Just), pudo haber acelerado su muerte.
Según Lalande, su carácter, su sencillez y su benevolencia le habían granjeado el cariño de todos los que le rodeaban. Distraído, probablemente debido a sus ocupaciones, era extremadamente agradable en sociedad, bromeaba continuamente y siempre con ingenio, burlándose a menudo incluso de las personas más dignas. Tan simple como justo y culto, desdeñaba con su vestimenta y sus modales los grandes conocimientos que poseía, su posición y su fortuna. Además de la pertenecer a la Academia Real, también fue miembro asociado de la Royal Society, de la Real Academia de las Ciencias de Suecia y de la Academia de Ciencias de Gotinga.

## Publicaciones
- Traité des courbes algébriques, con Mathieu-Bernard Goudin, 1756, in-12.
- Méthode générale et directe pour résoudre les problèmes relatifs aux éclipses. (Esta obra, leída en la Academia, causó allí la mayor sensación.)
- Recherches sur la gnomonique, les rétrogradations des planètes, et les éclipses de soleil, 1761.
  - (en alemán) Des Herrn Dionysius du Sejour analytische Abhandlung von den Sonnenfinsternissen aus dessen Recherches sur la Gnomonique &c. übersetzt, mit Anmerkungen und Anwendung auf die große Sonnenfinsterniß 1793 den 5. September[7] OCLC 257806632
- Traité analytique des mouvements apparents des corps célestes, 2 vol. in-4°, 1786-1789.
  - En línea: Volumen I.
- Essai sur les comètes en général, et en particulier sur celles qui peuvent approcher de l’orbite de la Terre, 1775.
- Essai sur les phénomènes relatifs aux disparitions périodiques de l'anneau de Saturne, 1776, in-8°. (Con fórmulas analíticas que contienen todas las circunstancias de la desaparición de los anillos de Saturno que se produce cada quince años, cuando se dirigen hacia la Tierra y sólo presentan su espesor, y que aplicó a pasadas y futuras desapariciones durante varios siglos.)